# Adenissus riadicus
Adenissus riadicus is een halfvleugelig insect uit de familie Delphacidae. De wetenschappelijke naam van deze soort werd voor het eerst geldig gepubliceerd in 1985 door Dlabola.